# Jaskinia w Jatkach
Jaskinia w Jatkach – jaskinia w Dolinie Strążyskiej w Tatrach Zachodnich. Wejście do niej położone jest w Dolinie Grzybowieckiej, w grzbiecie Łysanek, w najwyższej turni Jatek, w pobliżu Kominka w Jatkach, na wysokości 1360 metrów n.p.m. Długość jaskini wynosi 6 metrów, a jej deniwelacja 0,5 metrów.

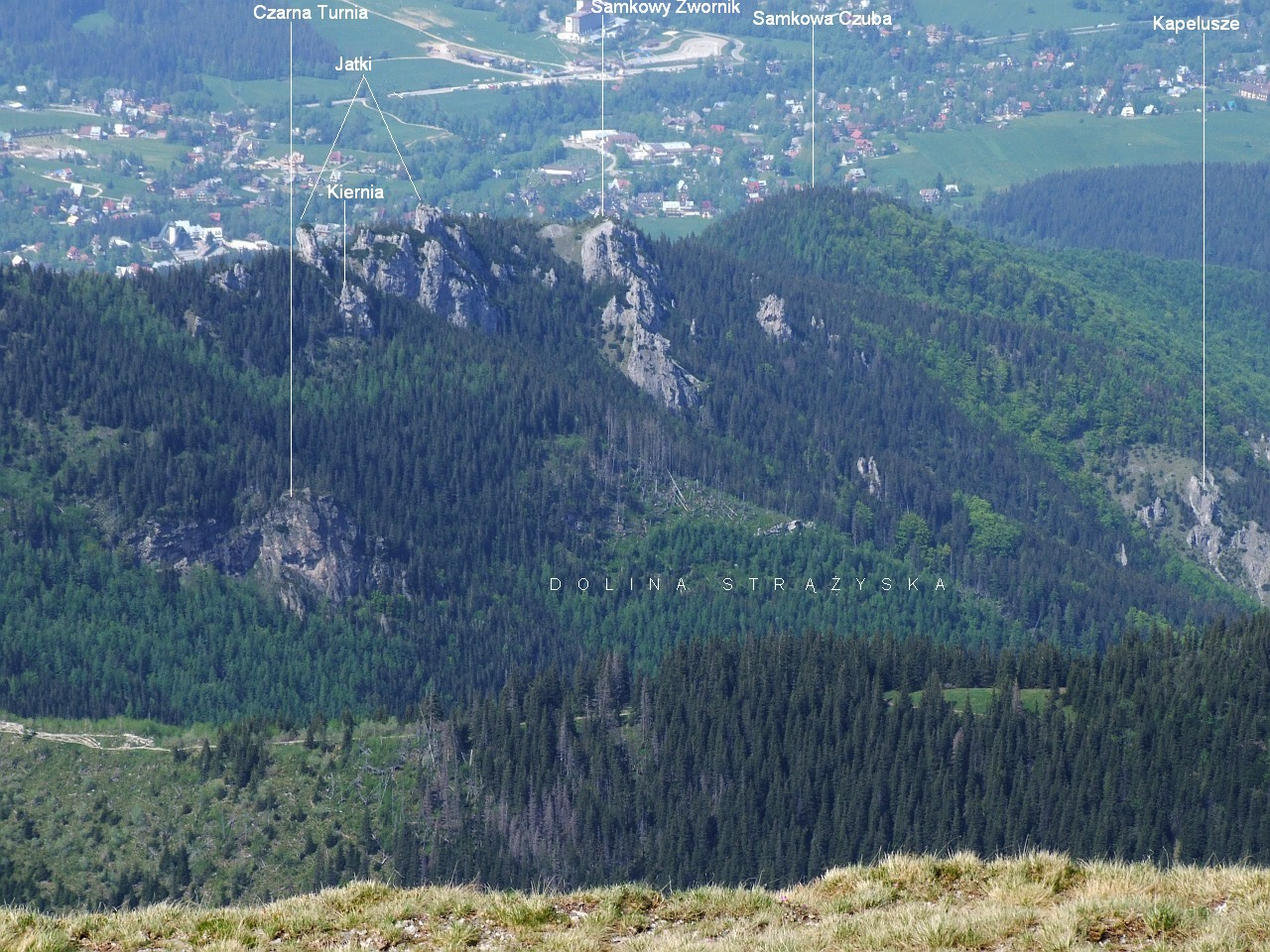
Widok na Łysanki. W środkowej części Jatki

## Opis jaskini
Główną część jaskini stanowi niewielka sala z opadającym dnem znajdująca się zaraz za małym otworem wejściowym. Przechodzi ona w dwa równoległe i krótkie, poziome korytarzyki.

## Przyroda
W jaskini nie ma nacieków. Ściany są suche, brak jest na nich roślinności.

## Historia odkryć
Pierwszą informację o jaskini opublikował W.W. Wiśniewski w 1993 roku. Jej plan i opis sporządziła I. Luty przy pomocy A. Połockiej w 2003 roku.